# Barisi járás

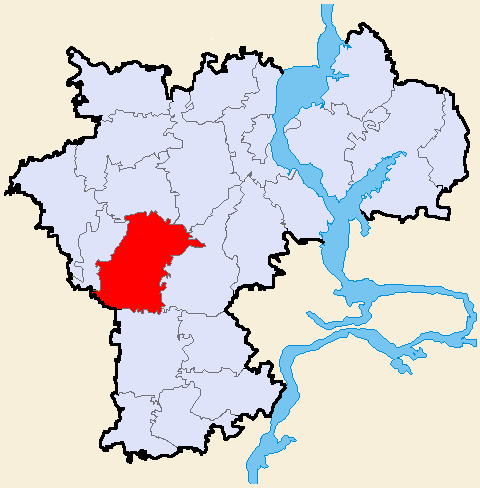
A Barisi járás az Uljanovszki területen

A Barisi járás (oroszul Барышский район) Oroszország egyik járása az Uljanovszki területen. Székhelye Baris.

## Népesség
- 2002-ben lakosságának 69%-a orosz, 16%-a tatár, 9%-a csuvas, 4%-a mordvin.
- 2010-ben 44 034 lakosa volt, melynek 77,3%-a orosz, 12,5%-a tatár, 4,9%-a csuvas, 2,5%-a mordvin.